# Alex Rennie
Alex Rennie (Falkirk, 1948. szeptember 27. – 2018. március 4.) skót labdarúgó, hátvéd, edző.

## Pályafutása

### Játékosként
A Gairdoch United korosztályos csapatában kezdte a labdarúgást. 1964 és 1967 között a Rangers, 1967–68-ban a Stirling Albion, 1968 és 1975 között a St Johnstone, 1975 és 1978 között a Dundee United labdarúgója volt.

### Edzőként
1980-ban a Heart of Midlothian ideiglenes vezetőedzője volt. 1980 és 1985 között a St Johnstone, 1987 és 1989 között a Stenhousemuir szakmai munkáját irányította.